# پالاتزو
د پالاتزو (به انگلیسی: The Palazzo) نام یک هتل و کازینوی معروف در شهر لاس وگاس در آمریکا است. سبک (theme) این هتل، برگرفته و گرامی‌دارندهٔ فرهنگ ایتالیا می‌باشد. ارتفاع این هتل ۱۹۶ متر است.

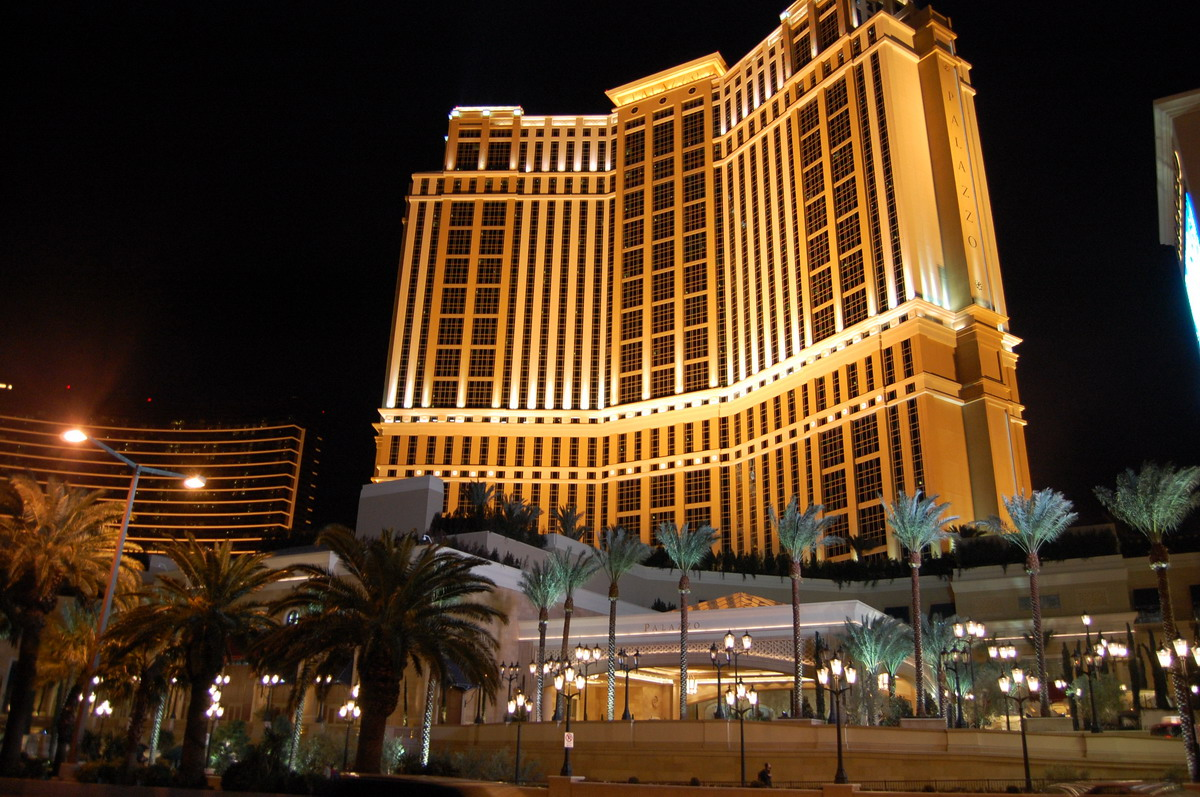